# St. Georg und Bernhard (Ettlenschieß)

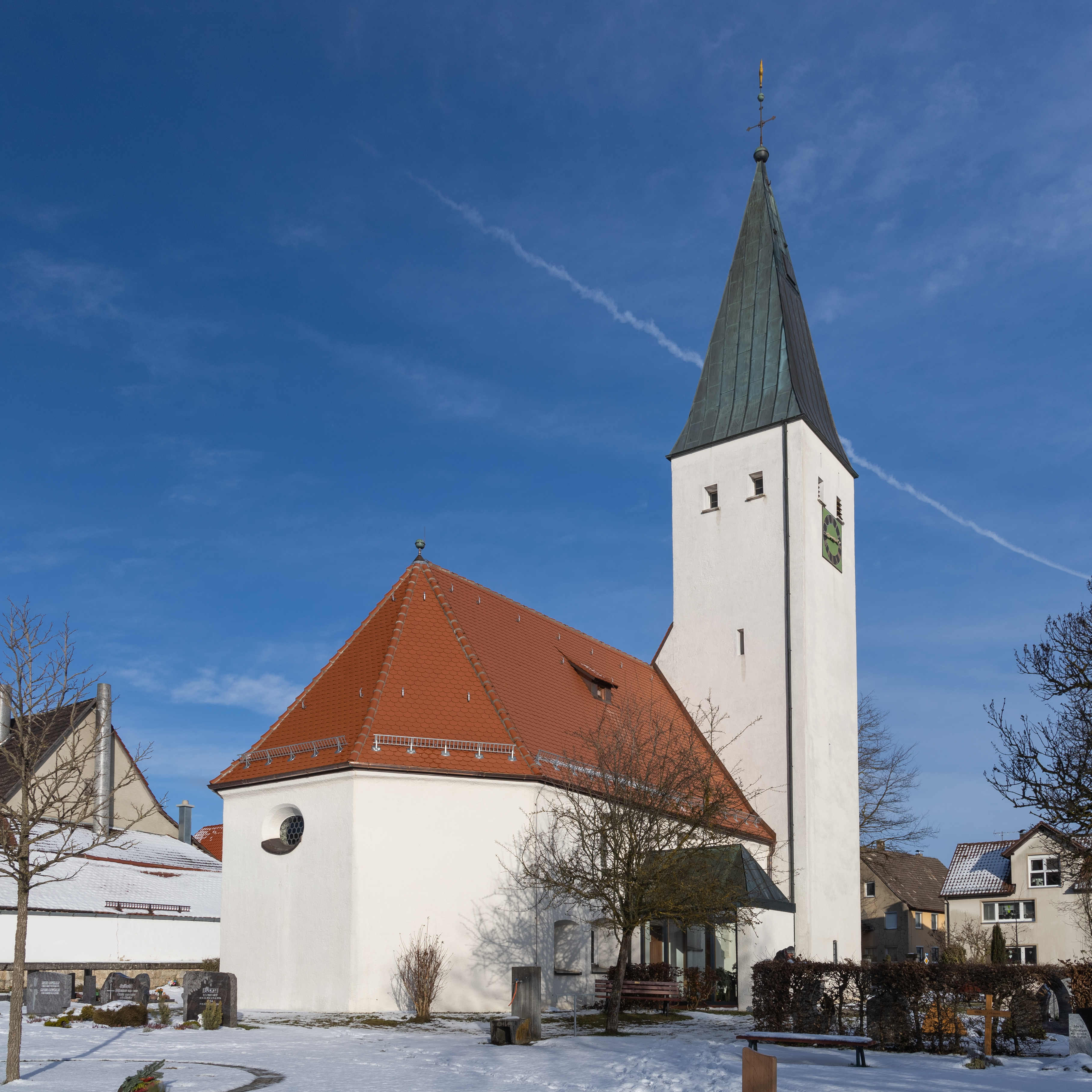
St. Georg und Bernhard in Ettlenschieß

Die evangelische Pfarrkirche St. Georg und Bernhard steht auf dem Friedhof von Ettlenschieß, einem Ortsteil der Gemeinde Lonsee im Alb-Donau-Kreis in Baden-Württemberg. Die Kirchengemeinde gehört zur Evangelischen Landeskirche in Württemberg. Die Pfarrkirche ist beim Landesamt für Denkmalpflege Baden-Württemberg als Baudenkmal eingetragen.

## Beschreibung

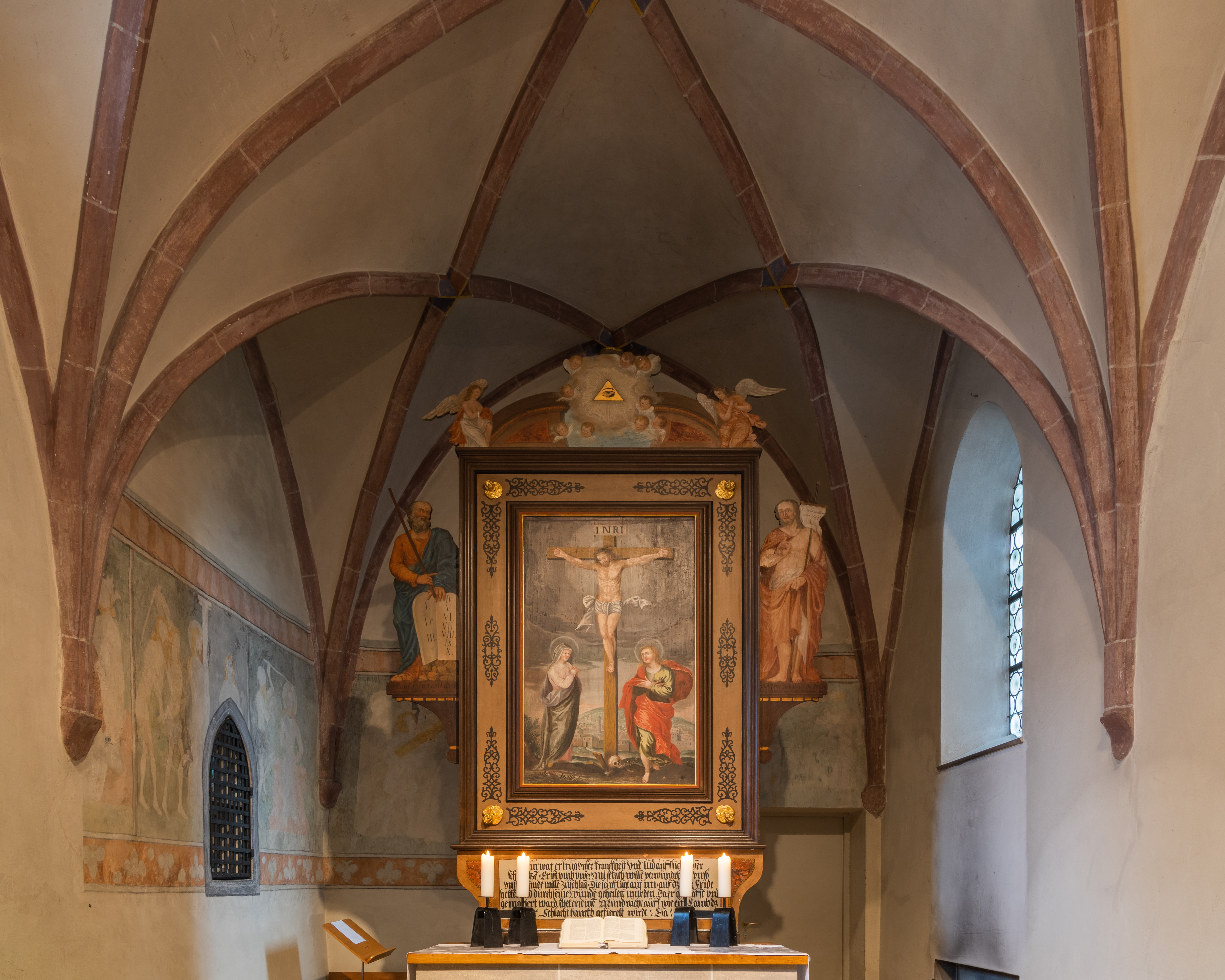
Chor

Das Langhaus der Saalkirche aus dem 14. Jahrhundert wurde 1912 nach Westen verlängert und dreiseitig abgeschlossen. Der Chorflankenturm, der mit einem vierseitigen spitzen Helm bedeckt ist, steht an der Südwand des stark eingezogenen, gerade geschlossenen Chors mit zwei Jochen, die Sakristei an der Ostwand. Im Innenraum des Chors befinden sich Wandmalereien aus der Mitte des 14. Jahrhunderts, die 1965 freigelegt wurden. Die Orgel wurde 1965 als Opus 4839 von E. F. Walcker & Cie. erbaut. Sie umfasst 10 Register auf zwei Manualen und Pedal.